# Університет Тузли
Університет Тузли (босн. Univerzitet у Tuzli) — державний університет, розташований в місті Тузла, Боснія і Герцеговина. Університет був заснований у 1958 році, став приватним університетом у 1976 році, і сьогодні є одним з головних вищих навчальних закладів у країні.

## Факультети і школи
- Медична школа (чотири роки навчання)
- Бізнес-школа
- Академія драми
- Юридичний факультет
- Факультет освіти та реабілітації
- Факультет економіки
- Факультет електротехніки
- Факультет машинобудування
- Факультет хімічної технології та біотехнології
- Факультет гірничої справи, геології та геодезії
- Медичний факультет (шість років навчання)
- Факультет природничих наук і математики
- Факультет філософії
- Фармацевтичний факультет
- Факультет фізичного виховання і спорту